# Кикалейшвили, Зураб Малакиевич
Зура́б Мала́киевич Кикалейшви́ли (груз. ზურა კიკალეიშვილი; 1924 — 2005) — советский грузинский артист балета. Член КПСС с 1953 года. народный артист Грузинской ССР (1953).

## Биография
Родился 25 октября 1924 года в Тифлисе (ныне Тбилиси, Грузия). В 1941 году окончил МАХУ. С 1942 года в ГрАТОБ имени З. П. Палиашвили. Исполнял героико-романтические, лирические и острохарактерные партии. Член КПСС с 1953 года.

## Балетные партии
- «Лебединое озеро» П. И. Чайковского — Зигфрид
- «Спящая красавица» П. И. Чайковского — принц Дезире
- «Красный мак» Р. М. Глиэра — Ли Шанфу
- «Лауренсия» А. А. Крейна — Фрондосо
- «Корсар» А. Адана — граф Альберт
- «Синатле» Г. В. Киладзе — Давриш
- «Горда» Д. А. Торадзе — Горда, Мамия
- «За мир» Д. А. Торадзе — Сергей Соколов
- «Сердце гор» А. М. Баланчивадзе — Джарджи
- «Отелло» А. Д. Мачавариани — Яго
- «Демон» С. Цинцадзе — Демон

## Балетные постановки
- 1948, 1951 — «Красный цветок» Р. М. Глиэра
- 1962 — «Фрески художника» Б. А. Квернадзе

## Видеография
- 1960 — «Венецианский мавр (Отелло)» — Яго

## Награды и премии
- орден Чести (Грузия) (14.05.1996)[2]
- орден Ленина (17.04.1958)
- народный артист Грузинской ССР (1953)
- Сталинская премия первой степени (1948) — за исполнение партии Давриша в балетном спектакле «Синатле» Г. В. Киладзе
- Сталинская премия второй степени (1951) — за исполнени заглавной партии в балетном спектакле «Горда» Д. А. Торадзе